# Венера Сором'язлива

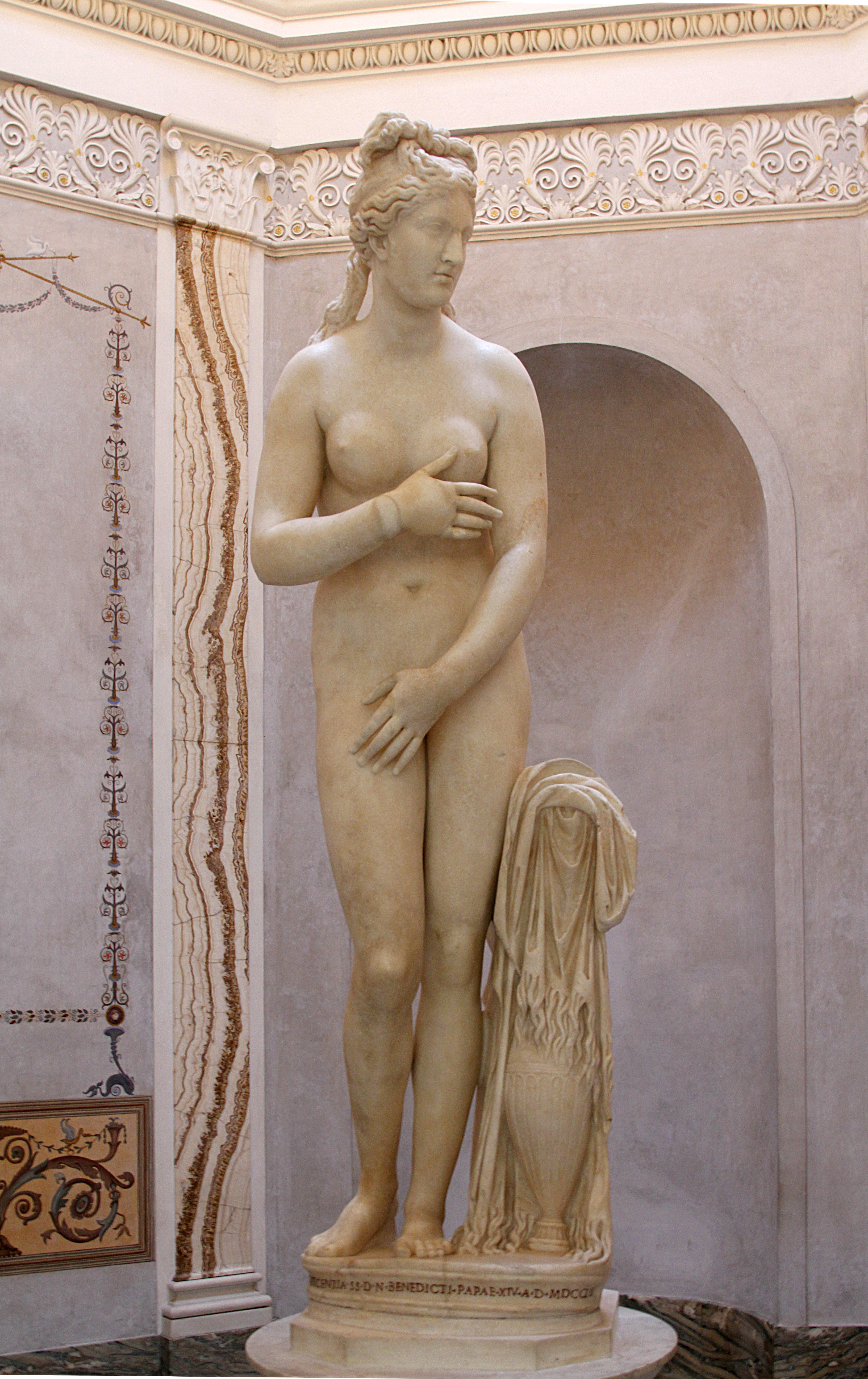
Венера Капітолійська

Венера Сором'язлива (лат. Venus Pudica) — тип статуї Венери, що зображує богиню оголеною чи півоголеною, з руками, які закривають лоно та/або груди.
Першу оголену жіночу фігуру в давньогрецькому мистецтві створив Праксітель — це була відома Афродіта Кнідська. Статуя представляє Афродіту перед купанням, яка лівою рукою тримає одяг і ніби має намір прикрити ним інтимні місця: природний жест, що олюднив прекрасну богиню, доти зображувану в урочистій і сакральній манері.
Тема Венери Сором'язливої була особливо розвинута в добу еллінізму, роботами Дойдалса (Венера навпочіпки) та інших скульпторів, серед яких Венера Ландоліни, Венера Капітолійська і Венера Медічі. Шанована і в римську добу, тема знову отримала розвиток у часи Ренесансу: багато з античного мотиву вбачається в Єви на картині «Вигнання з раю» Мазаччо (1424—1425).

## Галерея

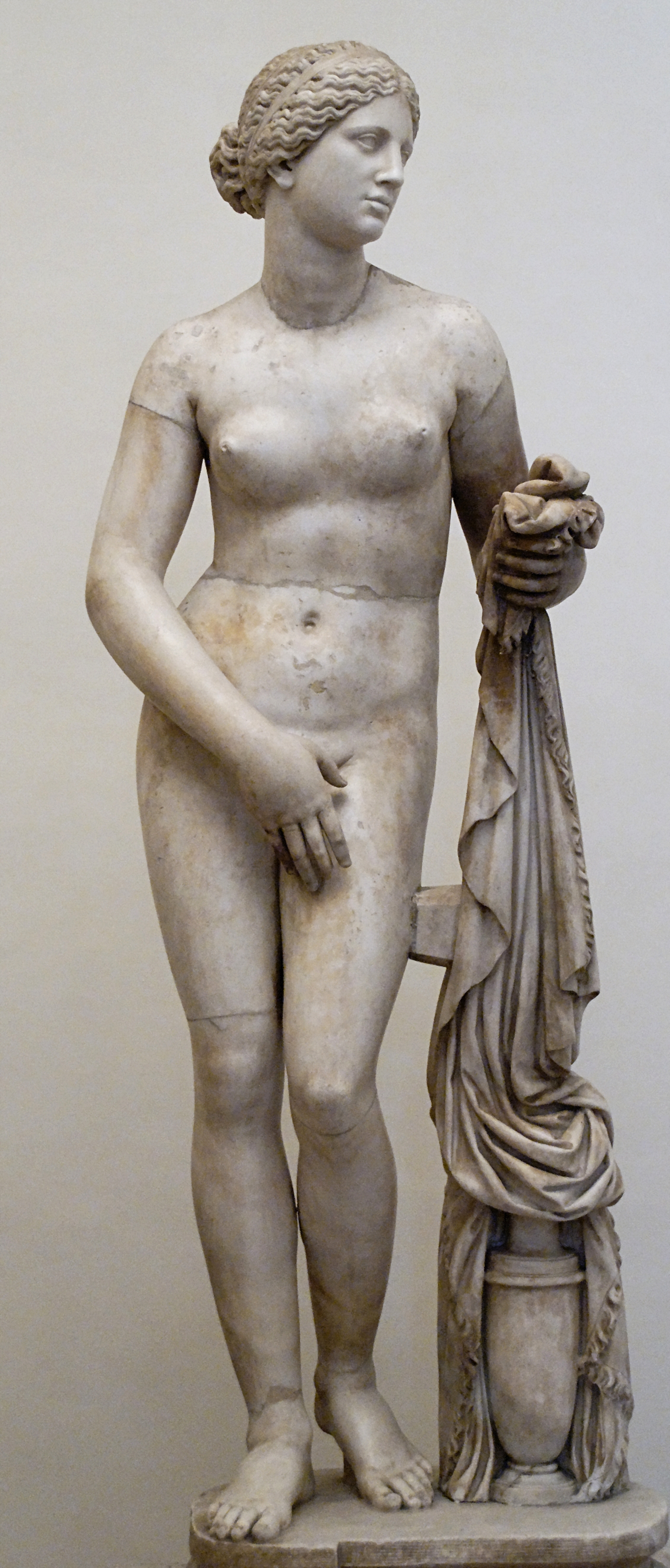
Афродіта Кнідська
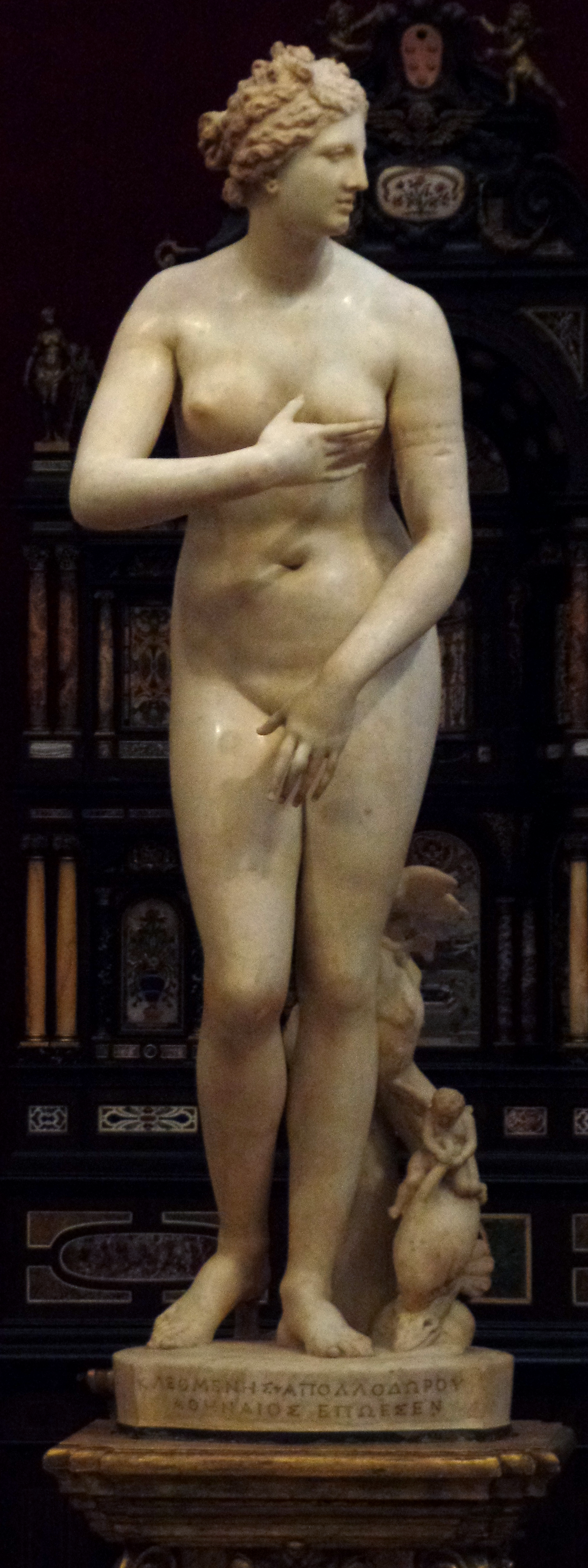
Венера Медічі
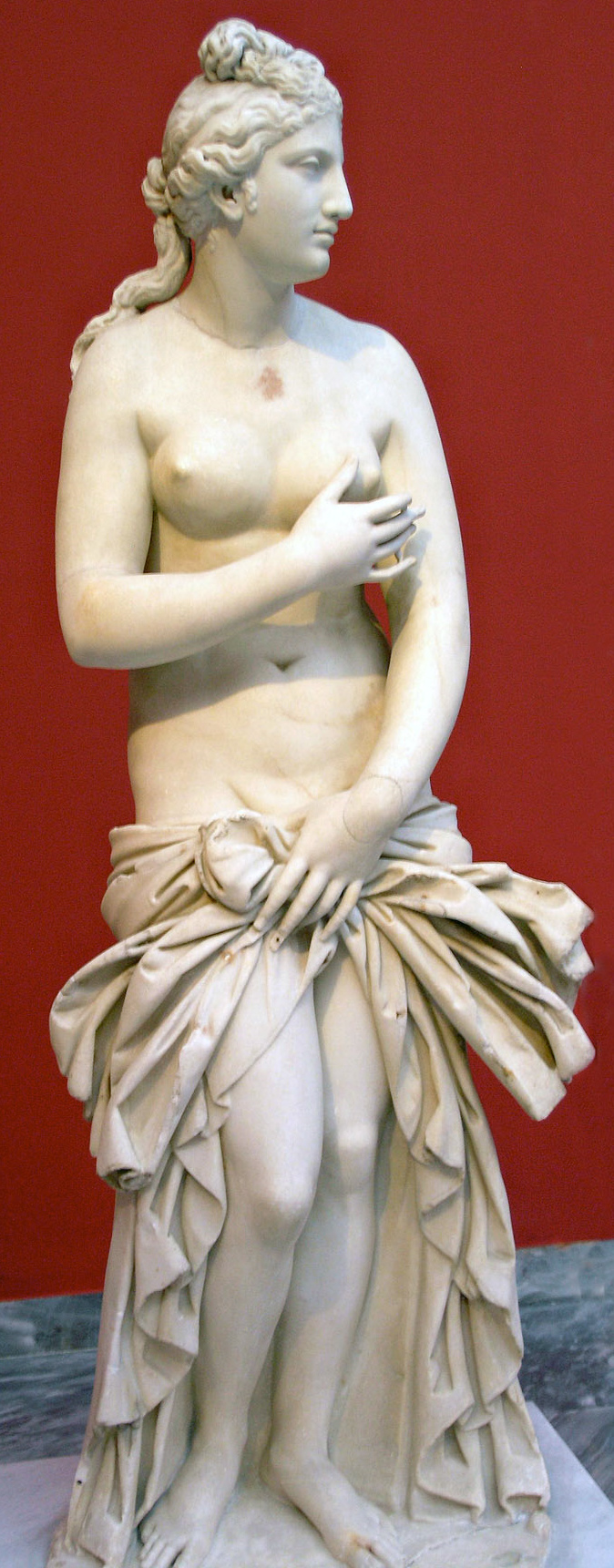
Афродіта Сіракузька, Афіни
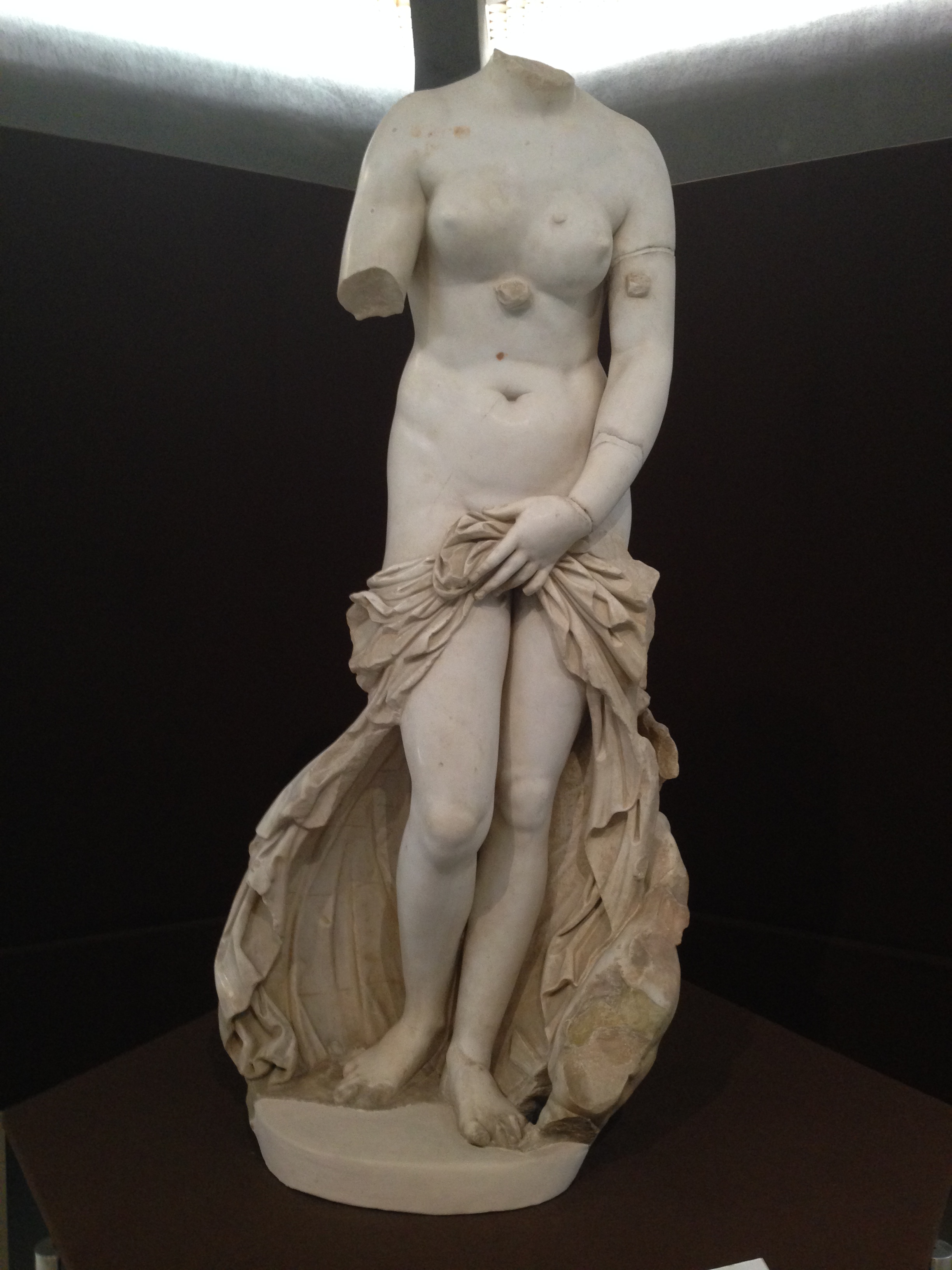
Венера Ландоліни, Сиракузи
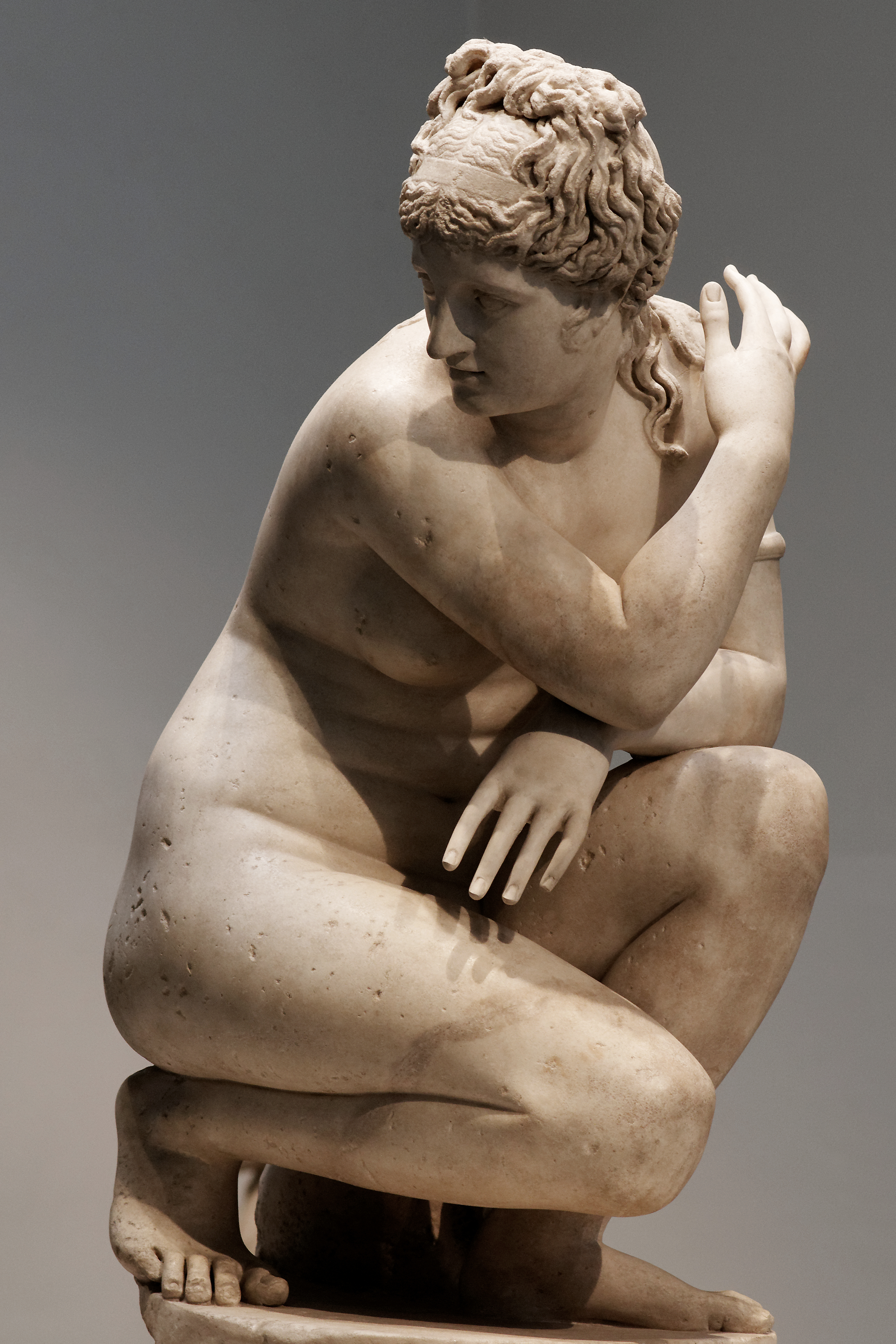
Венера Лелі (тип «Венера навпочіпки»), Британський музей